# Brachyurophis morrisi
Espèce
Synonymes
- Simoselaps morrisi Horner, 1998

Brachyurophis morrisi est une espèce de serpents de la famille des Elapidae.

## Répartition
Cette espèce est endémique du Territoire du Nord en Australie. Elle se rencontre dans la Terre d'Arnhem.

## Description
L'holotype de Simoselaps morrisi, un mâle adulte, mesure 301 mm dont 33 mm pour la queue. Cette espèce est terrestre, nocturne et en partie fouisseuse. Au moment de sa capture l'holotype a recraché deux coquilles d'œufs de serpents non digérées. 
C'est un serpent venimeux.

## Étymologie
Son nom d'espèce lui a été donné en l'honneur du naturaliste Ian James Morris, en reconnaissance de sa contribution à la connaissance de la faune du Territoire du Nord. C'est le premier à avoir collecté et photographié l'espèce décrite en 1970 sur la piste d’atterrissage de l'aéroport de Lake Evella (en).

## Publication originale
- Horner, 1998 : Simoselaps morrisi sp. nov. (Elapidae), a new species of snake of the Northern Territory. The Beagle, Records of the Museums and Art Galleries of the Northern Territory, vol. 14, p. 63-70 (texte intégral).